# Bretenière
Cet article possède un paronyme, voir La Bretenière.
Bretenière est une commune française faisant partie de Dijon Métropole (département de Côte-d'Or en région Bourgogne-Franche-Comté).

## Géographie
La commune de Bretenière se situe au sud du Grand Dijon, en direction de Saint-Jean-de-Losne, au cœur de la plaine dijonnaise.

### Climat
Pour des articles plus généraux, voir Climat de la Bourgogne-Franche-Comté et Climat de la Côte-d'Or.
En 2010, le climat de la commune est de type climat océanique dégradé des plaines du Centre et du Nord, selon une étude du Centre national de la recherche scientifique s'appuyant sur une série de données couvrant la période 1971-2000. En 2020, Météo-France publie une typologie des climats de la France métropolitaine dans laquelle la commune est dans une zone de transition entre le climat océanique altéré et le climat océanique altéré et est dans la région climatique  Bourgogne, vallée de la Saône, caractérisée par un bon ensoleillement (1 900 h/an), un été chaud (18,5 °C), un air sec au printemps et en été et des vents faibles. 
Pour la période 1971-2000, la température annuelle moyenne est de 10,5 °C, avec une amplitude thermique annuelle de 17,5 °C. Le cumul annuel moyen de précipitations est de 807 mm, avec 11,3 jours de précipitations en janvier et 7,6 jours en juillet. Pour la période 1991-2020, la température moyenne annuelle observée sur la station météorologique de Météo-France la plus proche, « Dijon-Longvic », sur la commune d'Ouges à 4 km à vol d'oiseau, est de 11,4 °C et le cumul annuel moyen de précipitations est de 743,4 mm,. Pour l'avenir, les paramètres climatiques de la commune estimés pour 2050 selon différents scénarios d'émission de gaz à effet de serre sont consultables sur un site dédié publié par Météo-France en novembre 2022.

## Urbanisme

### Typologie
Au 1er janvier 2024, Bretenière est catégorisée commune rurale à habitat dispersé, selon la nouvelle grille communale de densité à 7 niveaux définie par l'Insee en 2022.
Elle est située hors unité urbaine. Par ailleurs la commune fait partie de l'aire d'attraction de Dijon, dont elle est une commune de la couronne,. Cette aire, qui regroupe 333 communes, est catégorisée dans les aires de 200 000 à moins de 700 000 habitants,.

### Occupation des sols
L'occupation des sols de la commune, telle qu'elle ressort de la base de données européenne d’occupation biophysique des sols Corine Land Cover (CLC), est marquée par l'importance des territoires agricoles (67 % en 2018), en diminution par rapport à 1990 (73,5 %). La répartition détaillée en 2018 est la suivante : terres arables (67 %), zones urbanisées (14,2 %), forêts (13,3 %), zones industrielles ou commerciales et réseaux de communication (5,5 %). L'évolution de l’occupation des sols de la commune et de ses infrastructures peut être observée sur les différentes représentations cartographiques du territoire : la carte de Cassini (XVIIIe siècle), la carte d'état-major (1820-1866) et les cartes ou photos aériennes de l'IGN pour la période actuelle (1950 à aujourd'hui).

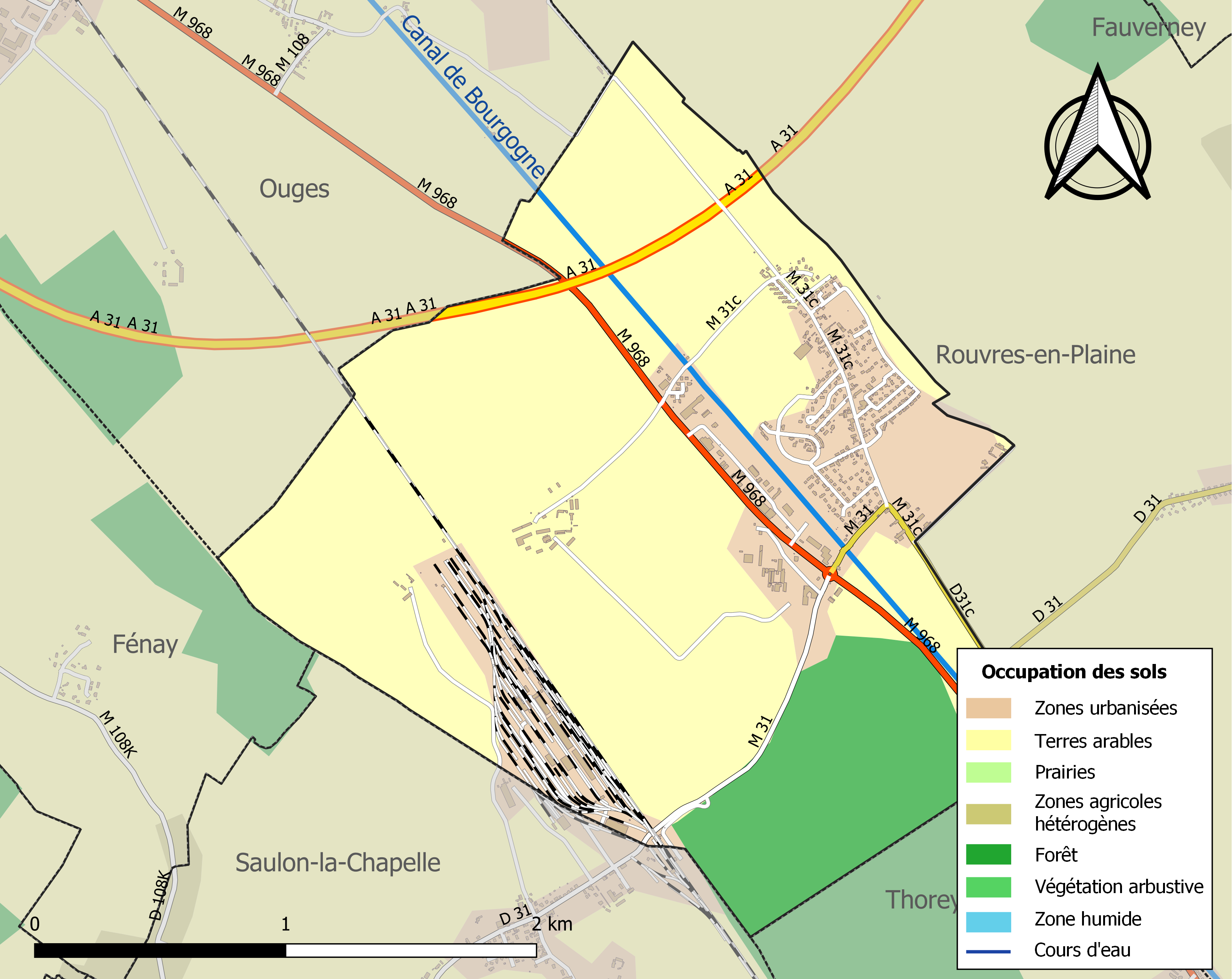
Carte des infrastructures et de l'occupation des sols de la commune en 2018 (CLC).

## Toponymie
Aujourd'hui, à la suite de la décision de la Commission consultative de révision du nom des communes sur l'orthographe du nom de la commune de Bretenières et en réponse au recours du Conseil municipal demandant de conserver le « s » final au patronyme de la commune ; cette proposition ayant été refusée, il convient, selon la délibération du Conseil municipal entérinant cette décision par délibération en date du 28 mars 2006, d'écrire dorénavant Bretenière ainsi, sans le « s » final.

## Histoire
- Vestiges préhistoriques : silex chalcolithiques.
- Villa gallo-romaine de Saint-Phal.
- Châtellenie de Rouvres-en-Plaine.
- Prieuré d'Époisses.

## Politique et administration

### Découpage administratif
Comme un grand nombre de communes ayant dépendu de la châtellenie de Rouvres-en-Plaine (seulement abolie en 1782), Bretenière est tout d'abord rattaché au canton de Rouvres en 1793. Ce canton sera supprimé sous le Consulat en 1801 : Bretenière dépendra alors du canton de Genlis.
Par ailleurs, entre 1790 et 1794, l'ancien prieuré d'Époisses, de l'ordre de Grandmont, supprimé par lettre patente le 3 mars 1770 et dont les biens furent dispersés l'année suivante, est progressivement absorbé administrativement par Bretenière. En 1793, on trouve ainsi la municipalité de « Bretignière & Époisse ». Le hameau de Saint-Phal est également intégré à la commune de Bretenière. Après 1801, on trouvera alternativement les deux noms de « Bretenière » et « Bretenières ».

### Liste des maires
| Période                                  | Période      | Identité                                   | Étiquette | Qualité |
| ---------------------------------------- | ------------ | ------------------------------------------ | --------- | ------- |
| an XIII                                  | 1847         | Claude Bernard Naudet                      |           |         |
| 1847                                     | 1848         | Jacques Deville                            |           |         |
| 1848                                     | 1870         | Honoré Naudet                              |           |         |
| 1870                                     | 1870         | Albert Détallante                          |           |         |
| 1870                                     | 1878         | Sébastien Claude Bergeret                  |           |         |
| 1878                                     | 1880         | Pierre Gay                                 |           |         |
| 1881                                     | 1887         | Jean Vaudrey                               |           |         |
| 1887                                     | 1898         | Léonce Ranfer de Bretenières               |           |         |
| 1898                                     | 1900         | Jean Vaudrey                               |           |         |
| 1900                                     | 1904         | Denis Rougetet père                        |           |         |
| 1904                                     | 1906         | François Contour                           |           |         |
| 1907                                     | 1907         | Pierre Pataille                            |           |         |
| 1907                                     | 1909         | Pierre Jean Baptiste Barbey                |           |         |
| 1910                                     | 1929         | Lucien Barbey                              |           |         |
| 1929                                     | 1935         | Pierre Barbey                              |           |         |
| avril 1935                               | 1944         | M. Henri Sublet d'Heudicourt de Lénoncourt |           |         |
| octobre 1944                             | 5 mai 1945   | Félix Lemoine                              |           |         |
| 6 mai 1945                               | 19 mars 1959 | Louis Boulée                               |           |         |
| 20 mars 1959                             | 26 mars 1965 | Maurice Contour                            |           |         |
| 27 mars 1965                             | 18 mars 1977 | Louis Boulée                               |           |         |
| 19 mars 1977                             | 16 mars 1989 | Guy Maître                                 |           |         |
| 17 mars 1989                             | 27 juin 1996 | Claude Loiseau                             |           |         |
| 28 juin 1996                             | 15 mars 2008 | Jean-Pierre Dubois                         |           |         |
| 16 mars 2008                             | 28 mars 2014 | Alain Linger                               |           |         |
| 29 mars 2014                             | 25 mai 2020  | Hervé Bruyere                              |           |         |
| 26/05/2020                               | En cours     | Nicolas Schoutith                          |           |         |
| Les données manquantes sont à compléter. |              |                                            |           |         |

### Élections
- Résultats des élections municipales de 2008

### Jumelages
- Pellingen (Allemagne)

## Démographie
L'évolution du nombre d'habitants est connue à travers les recensements de la population effectués dans la commune depuis 1793. Pour les communes de moins de 10 000 habitants, une enquête de recensement portant sur toute la population est réalisée tous les cinq ans, les populations de référence des années intermédiaires étant quant à elles estimées par interpolation ou extrapolation. Pour la commune, le premier recensement exhaustif entrant dans le cadre du nouveau dispositif a été réalisé en 2008.

En 2022, la commune comptait 935 habitants, en évolution de +3,89 % par rapport à 2016 (Côte-d'Or : +0,82 %, France hors Mayotte : +2,11 %).
| 1793 | 1800 | 1806 | 1821 | 1831 | 1836 | 1841 | 1846 | 1851 |
| ---- | ---- | ---- | ---- | ---- | ---- | ---- | ---- | ---- |
| 155  | 149  | 156  | 181  | 180  | 205  | 189  | 194  | 190  |

| 1856 | 1861 | 1866 | 1872 | 1876 | 1881 | 1886 | 1891 | 1896 |
| ---- | ---- | ---- | ---- | ---- | ---- | ---- | ---- | ---- |
| 183  | 182  | 171  | 166  | 158  | 153  | 170  | 205  | 177  |

| 1901 | 1906 | 1911 | 1921 | 1926 | 1931 | 1936 | 1946 | 1954 |
| ---- | ---- | ---- | ---- | ---- | ---- | ---- | ---- | ---- |
| 158  | 178  | 180  | 164  | 180  | 185  | 254  | 236  | 283  |

| 1962 | 1968 | 1975 | 1982 | 1990 | 1999 | 2006 | 2008 | 2013 |
| ---- | ---- | ---- | ---- | ---- | ---- | ---- | ---- | ---- |
| 338  | 436  | 446  | 513  | 675  | 776  | 746  | 737  | 804  |

| 2018 | 2022 | - | - | - | - | - | - | - |
| ---- | ---- | - | - | - | - | - | - | - |
| 925  | 935  | - | - | - | - | - | - | - |

## Économie
Une microbrasserie fonctionne sur la commune, fondée dès 2001 par Virgile Berthiot et produit une gamme de bières brune, blonde et ambrée connue sous le nom de Mandubienne.

## Culture locale et patrimoine

### Lieux et monuments

#### Château de Bretenière
C'est une ancienne maison-forte transformée en demeure de plaisance à partir de 1770.
Le bâtiment est doublé côté parc avec deux ailes en retour, puis l'ajout d'une salle en rotonde vers 1840. Il comprend également un vestibule et un escalier d'honneur ornés de bas-reliefs.
Au milieu du XIXe siècle, le parc est aménagé et une ferme de style néo-toscan est construite.
Le château et ses dépendances (enclos, communs, ferme, etc.), y compris les murs et les deux grilles de clôture du XVIIIe siècle et du XIXe siècle sont inscrits aux Monuments Historiques (arrêté du 7 octobre 1996).

#### Église Saint-Phal
Église paroissiale de Bretenière : roman XIe siècle (abside en cul de four à arcatures lombardes, coupole sur trompes) ; XIIe et XIIIe siècles (nef plafonnée et transept) ; chapelle et sacristie du XIXe siècle ; mobilier du XVIe siècle.
Éléments du XVIe siècle ;
- dalle funéraire de Charles Martin, seigneur de Bretenières, décédé en 1527[20].
- statue : sainte au livre (non identifiée) ;
- groupe sculpté : Vierge de Pitié ;
- groupe sculpté : Éducation de la Vierge ;
- statue : sainte Marie-Madelaine ;
- statue : saint abbé (saint Étienne de Muret (?)) ;
- statue : Vierge à l'Enfant ;
- lambris de demi-revêtement (provenant du prieuré d'Époisses).

#### Prieuré d'Époisses
Vestiges d'un ancien prieuré à Époisses, de l'ordre de Grandmont : logis du XIIe siècle (restauré au XVIIIe siècle), salle capitulaire du XIIIe siècle.
Le prieuré, fondé en 1189 par le duc de Bourgogne Hugues III de Bourgogne, est supprimé par lettre patente du 3 mars 1770. Les religieux partent. Un certain nombre d'éléments liturgiques sont par la suite dispersés sous la supervision de dom Gilbert-Mathieu Tournaire, le dernier prieur : croix-reliquaire du XIIIe siècle à Rouvres-en-Plaine (9 janvier 1771), lambris de revêtement du XVIe siècle à l'église paroissiale de Saint-Phal, etc.

### Personnalités liées à la commune
- Saint Just de Bretenières, de son nom civil Just Ranfer de Bretenières, (Chalon-sur-Saône, 28 février 1838 - Séoul, 8 mars 1866), prêtre missionnaire, qui fait partie des 103 martyrs de Corée canonisés le 6 mai 1984, a vécu une partie de son enfance à Bretenière.

### Héraldique
| Blason de Bretenière | Blason  | D'azur aux trois martinets d'argent, au chef de gueules chargé de trois coquilles d'or. |
| Blason de Bretenière | Détails | La municipalité de Bretenière a pris pour blason les armes de Charles Martin, seigneur de Bretenières au début du XVIe siècle, telles que représentées sur sa dalle funéraire en l'église Saint-Phal. Les coquilles d'or font référence à un pèlerinage de Charles Martin à Saint-Jacques-de-Compostelle tandis que les martinets d'argent peuvent être perçus comme un rappel du patronyme « Martin ». Le statut officiel du blason reste à déterminer. |